# Nava de Campaña
Nava de Campaña o Nava de Campana es una de las doce pedanías pertenecientes al municipio de Hellín, que en sí misma, junto con Cañada de Agra y  Mingogil, forma la trilogía de los poblados de colonización en la comarca hellinera, dentro de la provincia de Albacete, en la comunidad autónoma de Castilla-La Mancha.

## Toponimia

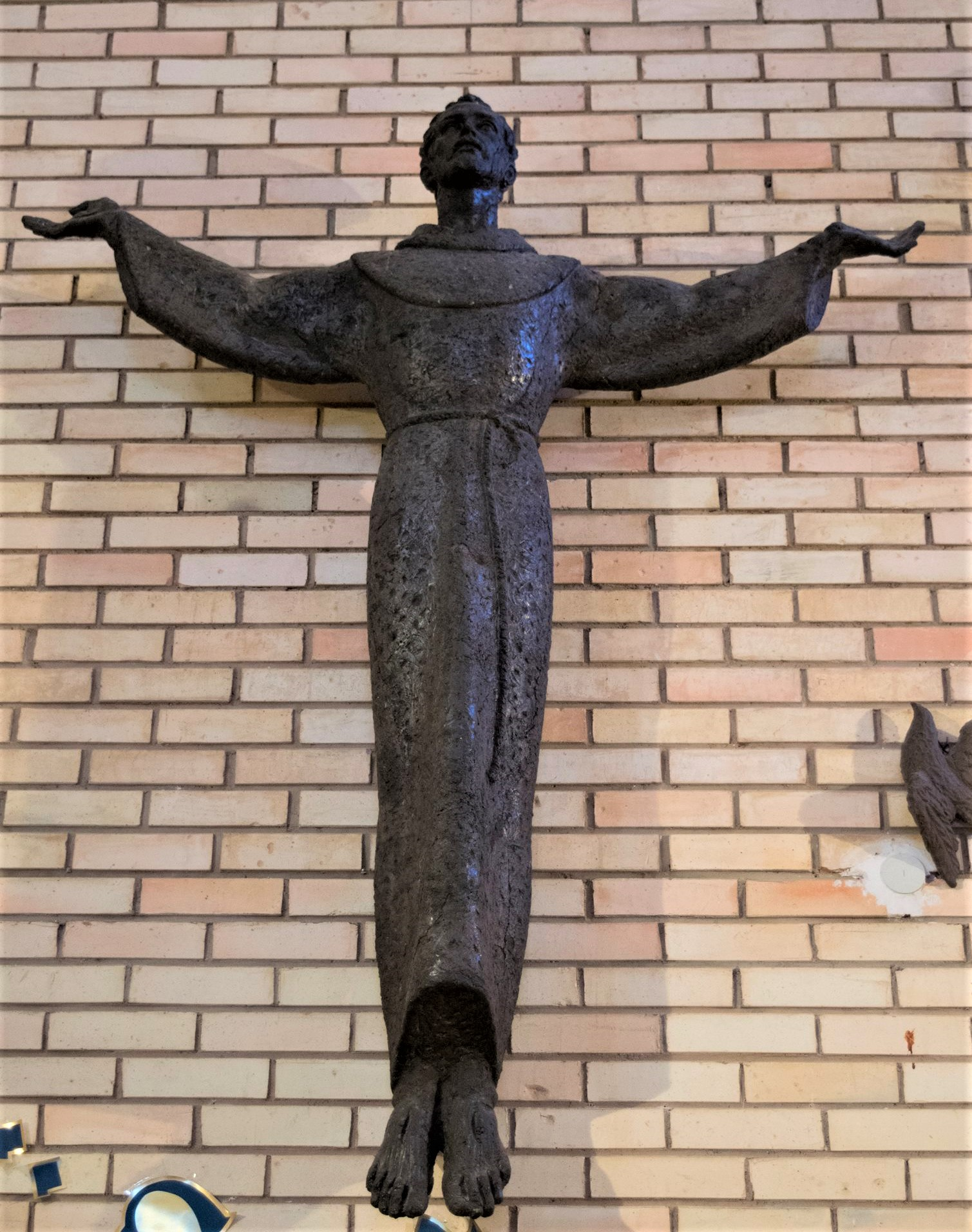
San Francisco de Asís. Iglesia de Nava de Campana

El topónimo Nava es muy frecuente en la zona de Hellín, para definir terrenos llanos cultivados entre cerros. Aparece así el nombre de Nava para denominar algunas fincas agrícolas en este territorio: Nava de Don Justo, Nava de los Bautistas, Nava de Sansón, entre otras. La denominación de Nava de Campana tiene su origen en el terrateniente hellinero y dueño de los terrenos José Tomas Precioso -más conocido como José Campaña- que dio nombre a su finca como Nava de Campaña, y que cuando los ingenieros y arquitectos empezaron a trabajar en la redacción de los proyectos para la creación de los poblados de colonización y de las zonas regables, cometieron un error tipográfico y transformaron la eñe -de Campaña- en ene. Y así el error fue repitiéndose en toda la documentación oficial que venía de Madrid. En Hellín se dan cuenta de la errata y la Comisión Municipal Permanente del Ayuntamiento, el 14 de octubre de 1975, aprueban que se solicite al IRYDA que se mantenga la denominación tradicional de Nava de Campaña.

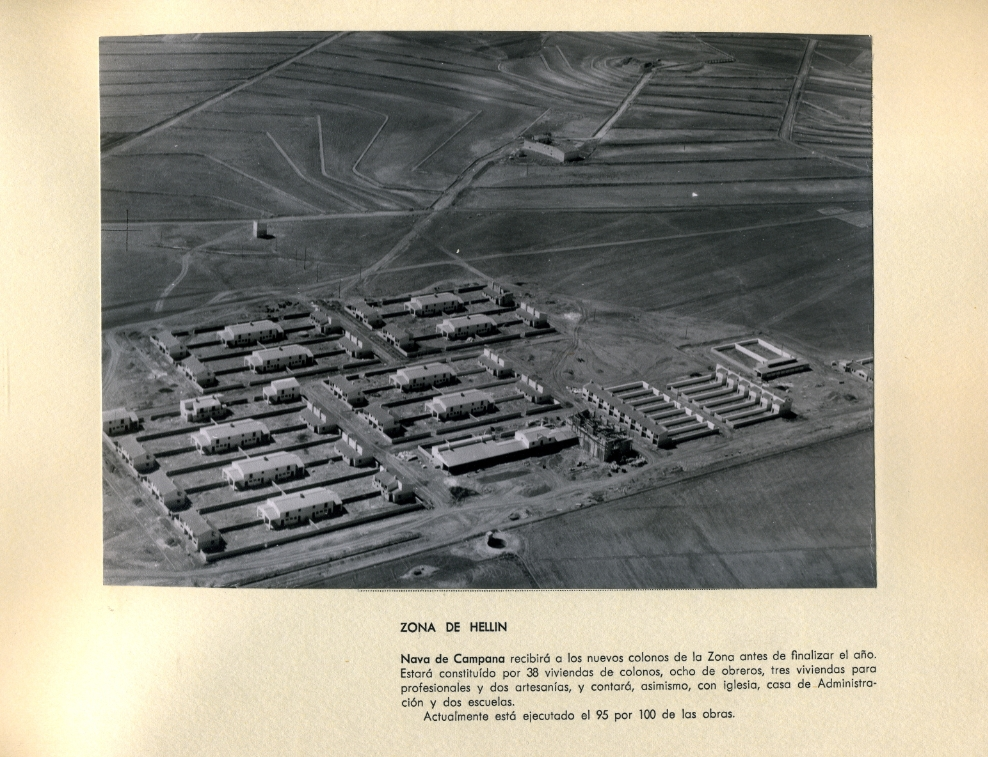
Construcción de la primera fase del pueblo (1963)

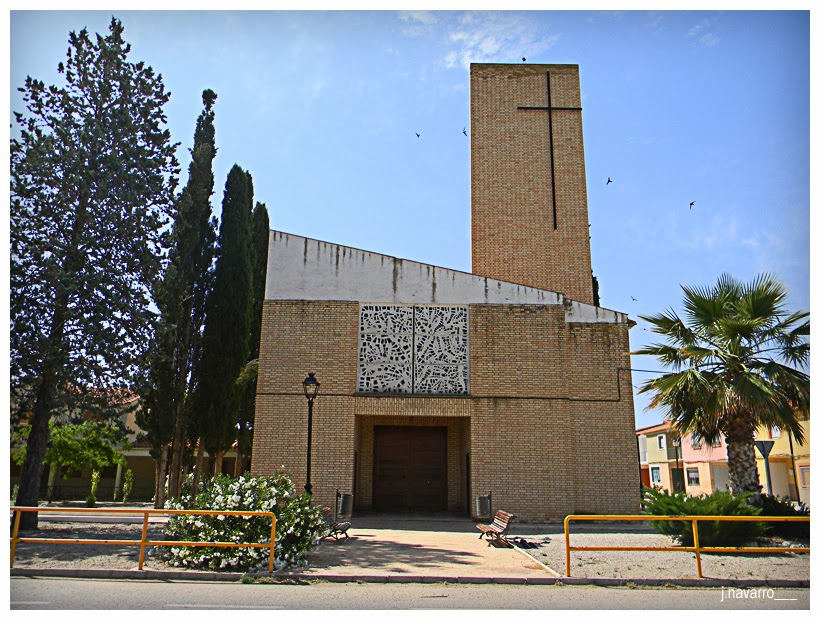
Iglesia parroquial de San Francisco de Asís

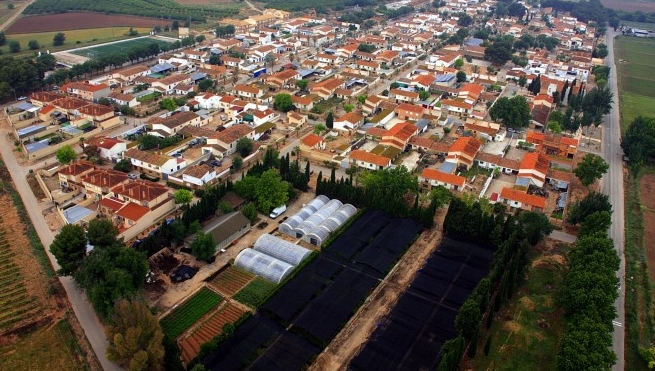
Estado del pueblo en 2015

Se puede comprobar en la documentación del IRYDA, conservada en el Archivo de San Fernando de Henares (Madrid) y en la respuesta dada al Ayuntamiento de Hellín, pues no se niegan; es más, aseguran que informarían favorablemente el cambio para poner la denominación tradicional, pero indican que el organismo competente para resolver esta cuestión era el Ministerio de la Gobernación. Y aquí es donde surge el problema, pues como el Ayuntamiento no continuó con la tramitación del expediente (en noviembre de 1975 muere Francisco Franco y suponemos que el Ministerio de Gobernación estaba en esos momentos en otros asuntos...).
Pues quedó el nombre oficial con la errata como Nava de Campana. Y así sigue oficialmente, ya que no costa ninguna corrección oficial de dicho nombre ni a nivel local, provincial, regional o estatal, como tampoco hay publicación alguna, en los diferentes boletines oficiales.

## Geografía
Se encuentra en la intercesión de carretera nacional N-301, con la carretera provincial AB-402, y en la salida 63 (Hellín Sur) de la autovía A-30 (Albacete-Murcia). Dista 6,6 kilómetros de Hellín.    

## Historia
Sus inicios se remontan a cuando el IRYDA, Instituto Nacional de Colonización, organismo dependiente del Ministerio de Agricultura, durante la dictadura de Francisco Franco, implantó una política de repoblación de zonas rurales, la cual se basaba en la reconversión de grandes extensiones agrícolas al cultivo de regadío, dividiéndolas y otorgando a cada colono una parcela y una vivienda, creando así los llamados Pueblos de Colonización.
El B.O.E. de fecha 08/08/1962 procedía a la inserción del anuncio de la Resolución de la Dirección General del Instituto Nacional de Colonización (IRYDA), (1.ª fase), adjudicando el contrato para la construcción del Nuevo Pueblo de Nava de Campana, en la zona regable de Hellín con un presupuesto de contrata de 14.891.484,78 pesetas. Resultó adjudicatario el contratista local D. Carmelo Garaulet Sequero con una oferta de 12.270.580 pesetas, tras aplicar una baja del 17,60%.
Años después, el B.O.E. de fecha 12/07/1969 insertaba el anuncio de adjudicación de las obras de ampliación de Nava de Campana, (2.ª fase) obras que tenían un presupuesto de contrata de 96.550.323 pesetas y que fueron adjudicadas al contratista Pedro Alarcón Martínez por el precio de 61.790.000 pesetas, tras aplicar un baja del 36% sobre el tipo de licitación.
Fue proyectado en 1959 por el arquitecto Jesús Ayuso Tejerizo, también autor de Mingogil. Su creación data del año 1963, en 1.ª fase y en 1970 en 2.ª fase.
Se construyó sobre una superficie de 22,60 ha., parte de los terrenos de finca perteneciente en proindiviso a la familia Tomás Precioso y Tomás Andújar y en otra porción de la finca de Basilisa Falcón Velasco e hijos.
Con un total de 134 viviendas de colonos, 24 viviendas de obreros, 7 viviendas de profesionales, una iglesia, centro administrativo, 3 escuelas, dispensario médico, edificio social y hogar rural.
** El 14 de mayo de 2010, el Presidente de la Junta de Comunidades de Castilla-La Mancha, D. José María Barreda inauguró el campo de fútbol 7, de césped artificial (Cabeza Llana), así como el nuevo centro de mayores, para uso polivalente de los jubilados. Fecha en la que era alcalde de Hellín D. Diego García Caro (PSOE).

** En los años 2023 y mediados del 2024 el  Ayuntamiento de Hellín https://www.hellin.es/, siendo acalde D. Ramón García Rodríguez (PSOE), acomete un gran y ambicioso proyecto de reforma integral de la Pedanía, para la mejora  de la habitabilidad y convivencia, con un presupuesto de tres millones de €.; asumiendo un crédito bancario para las arcas municipales.  Demanda  ésta, que los naveros desde el año 2015 venían exigiendo oficialmente desde su Asociación de Vecinos https://www.facebook.com/profile.php?id=100064835465048, proyecto tal que incluía nuevos acerados, nuevos asfaltados con señalización viaria, nueva red de agua potable, nuevos alcantarillados, nuevo alumbrado, 286 plazas de aparcamiento, así como nuevos parterres para jardinería urbana y una dotación de mobiliario urbano.

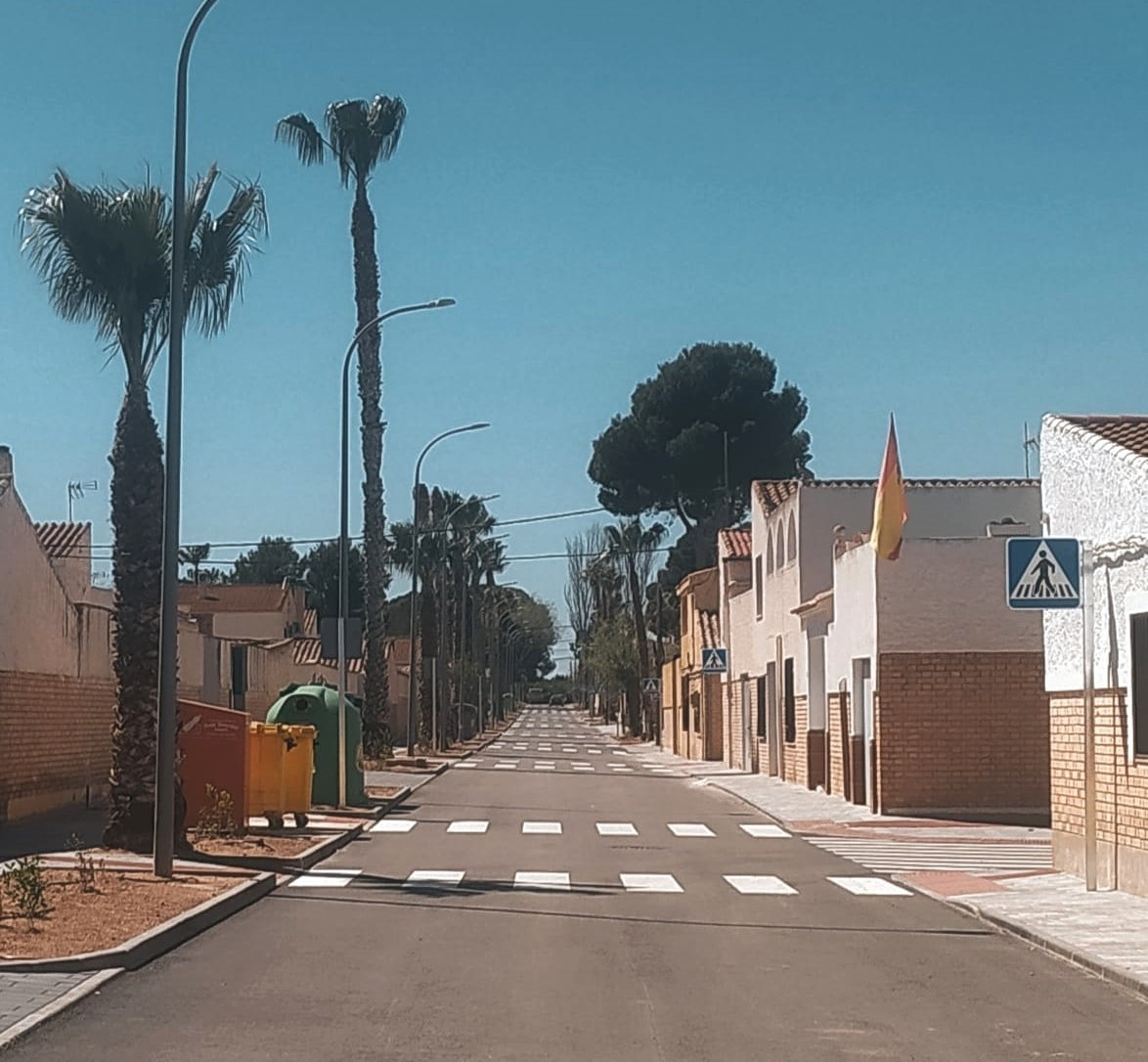

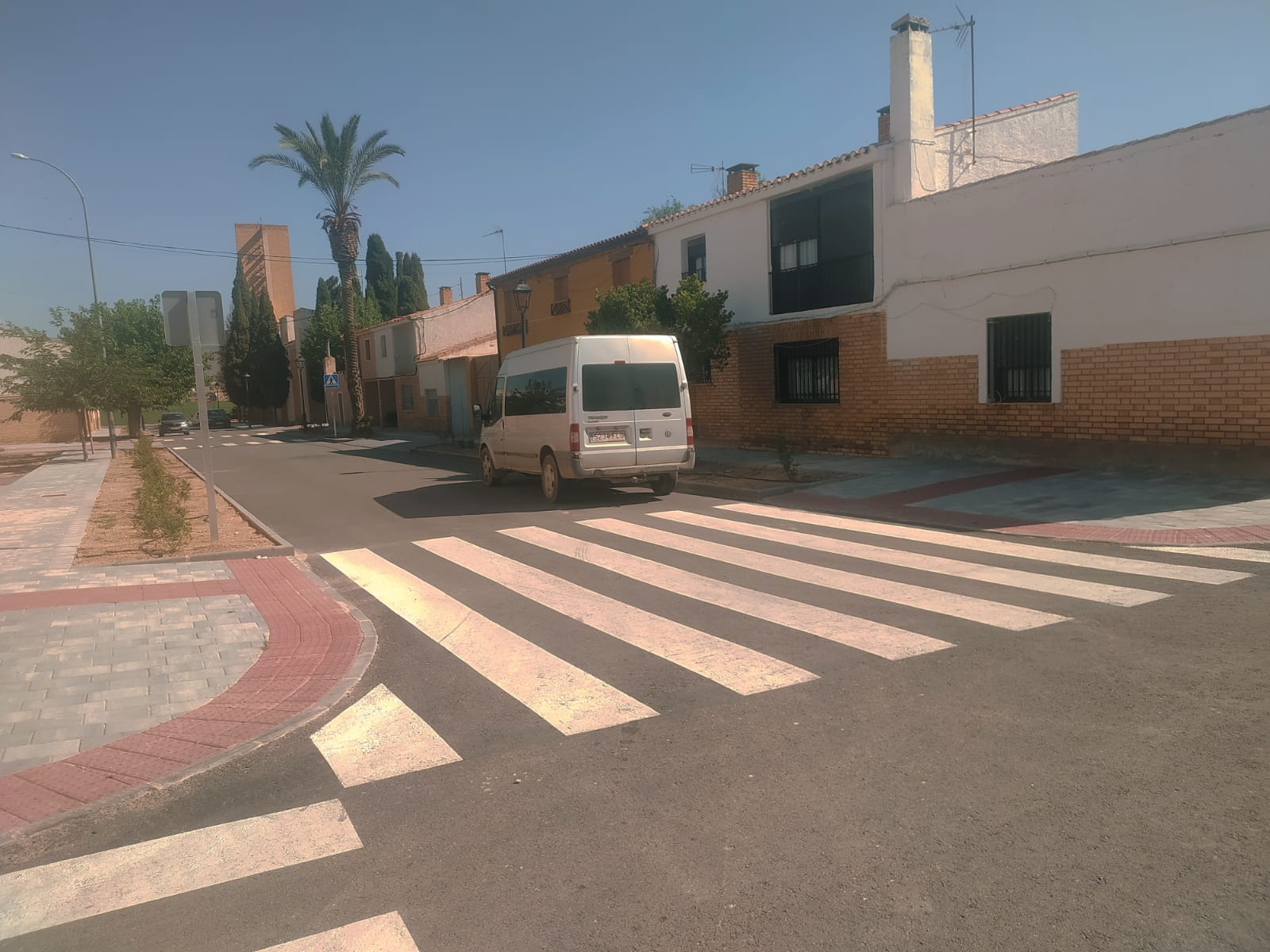
Calles última remodelación 2023-2024

Tras varios parones en la ejecución de las obras, por desavenencias entre el equipo de gobierno, la oposición política y gran parte de vecinos; en el mes de abril de 2024 se dieron por  terminadas las obras, habiendo , ya cambiado la alcaldía de Hellín a D. Manuel Serena Fernández (PP). No ejecutándose varios apartados del proyecto inicial, como: No renovación del alumbrado público, manteniéndose el antiguo con las deficiencias que arrastraba, tampoco se instalaron las 286 plazas de aparcamiento, siguiendo sin haber aparcamiento regulado en la Pedanía por ley, tal y como se encontraba hace 58 años; así mismo no se impermeabilizaron  los parterres de jardines para la salida de malas hierbas, como estaba proyectado y, finalmente no se instala ningún tipo de mobiliario urbano.  En definitiva una reforma integral de Nava de Campaña/na, no exenta de polémica vecinal.

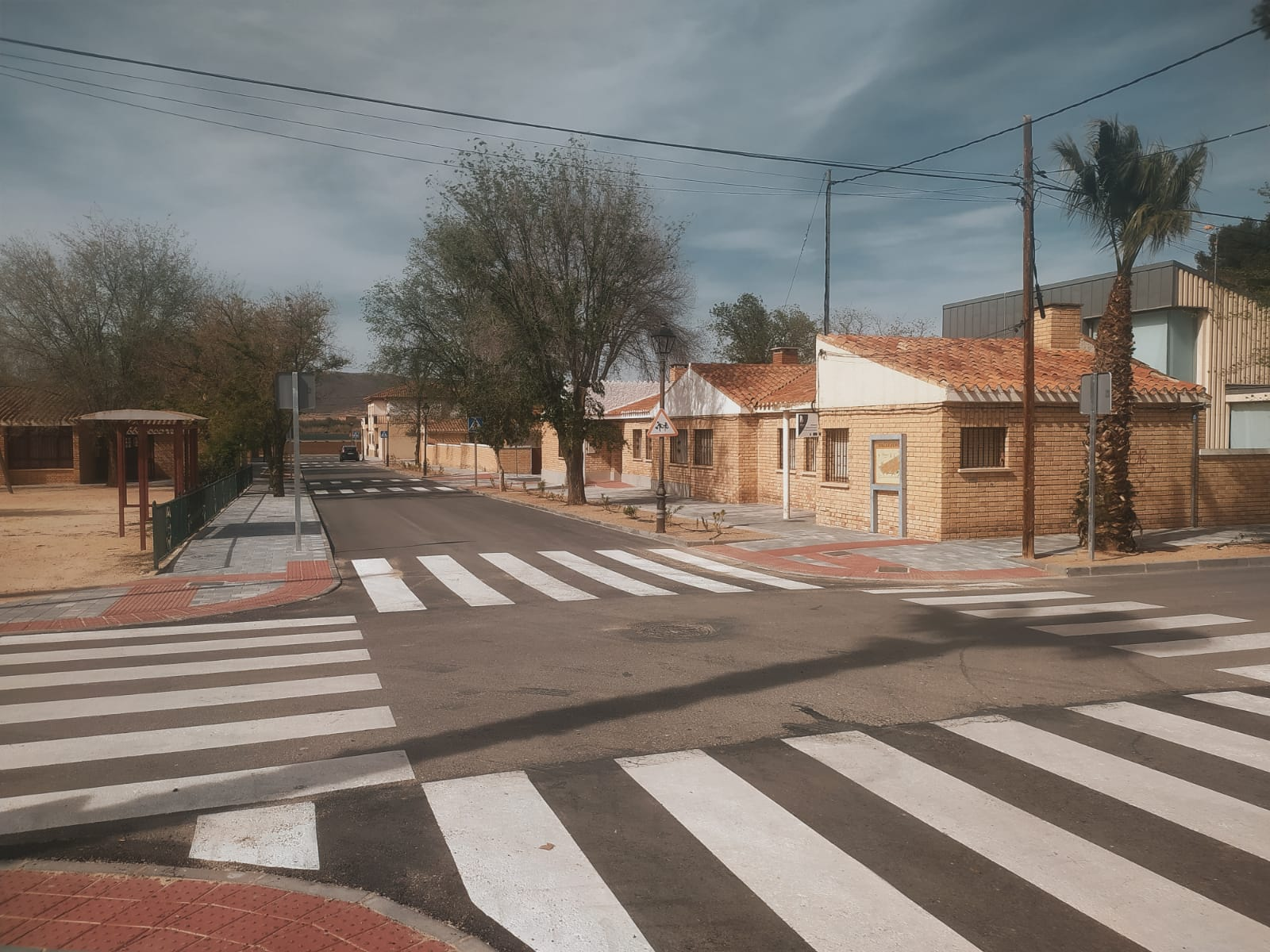
Cruce de calles Remodelación 2023-2024

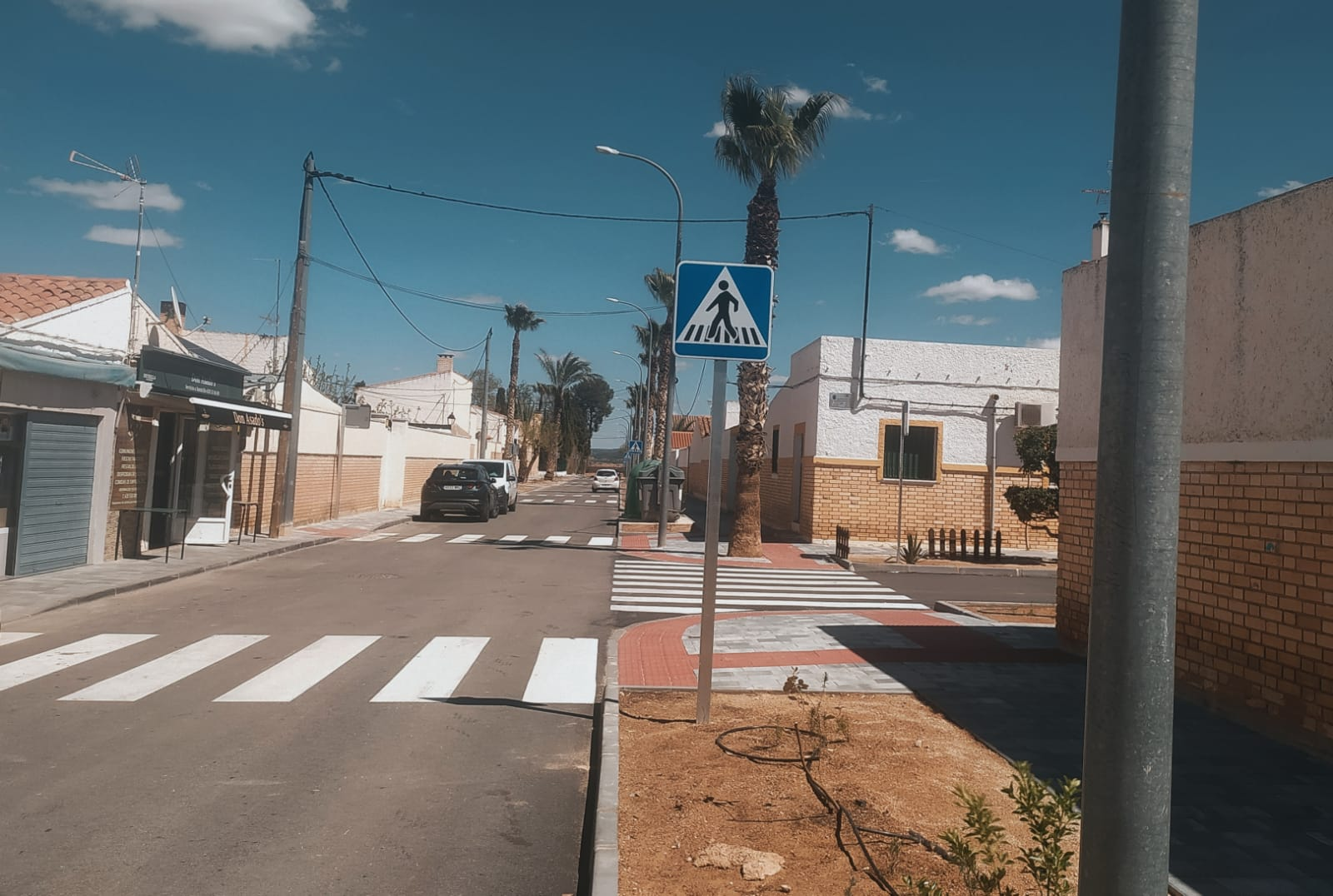
Calle última remodelación 2023-2024

## Demografía
| 2000 | 2001 | 2002 | 2003 | 2004 | 2005 | 2006 | 2007 | 2008 | 2009 | 2010 | 2014 | 2015 | 2016 | 2017 | 2018 | 2019 | 2020 | 2021 |
| 507  | 693  | 708  | 705  | 700  | 667  | 642  | 587  | 593  | 590  | 594  | 557  | 554  | 542  | 534  | 524  | 507  | 497  | 494  |

## Economía
Desde sus inicios su economía está basada principalmente en la agricultura, con cultivo del albaricoque, melocotón y hortalizas, principalmente el brócoli.

## Fiestas

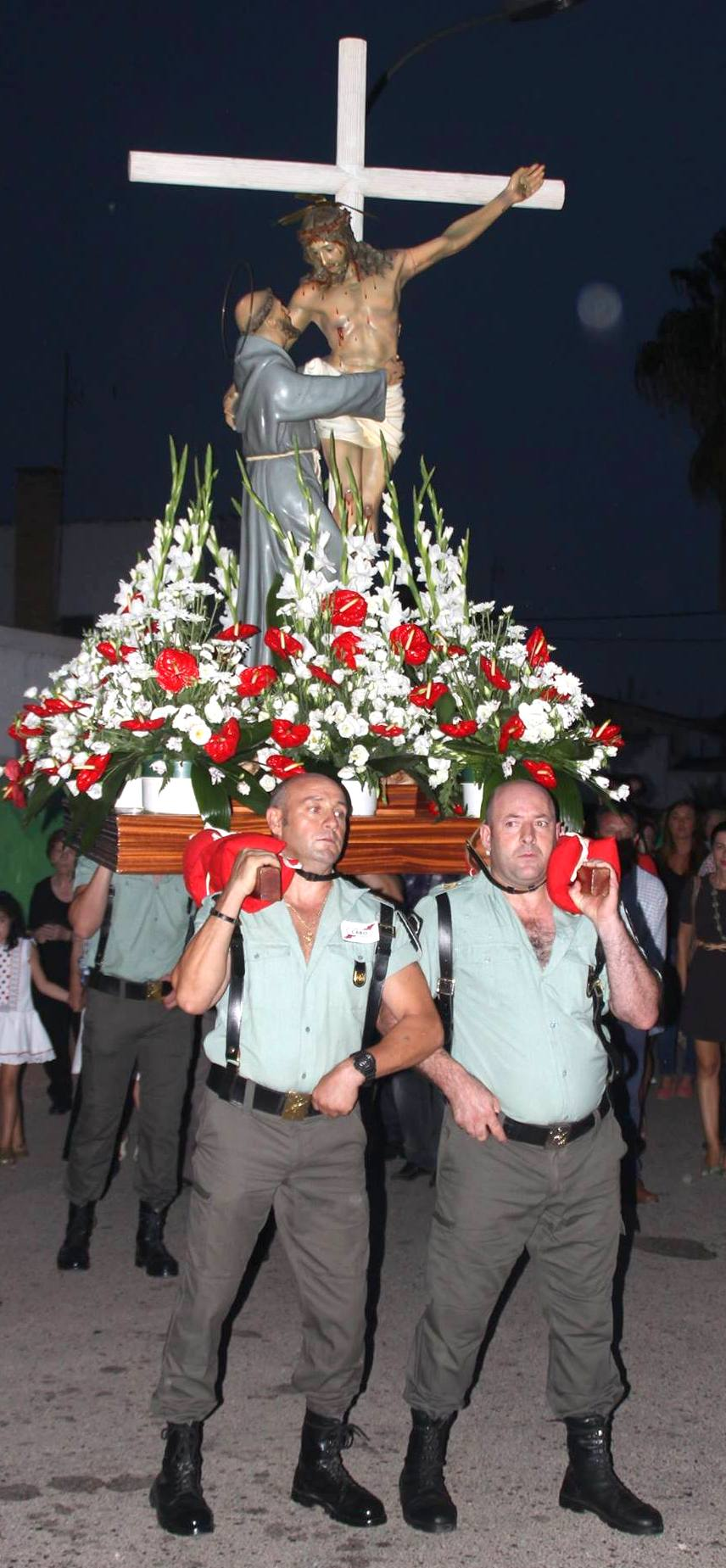
Imagen de San Francisco de Asís procesionando por el pueblo

Fiestas en honor a su patrón, San Francisco de Asís, al que sacan en procesión por sus calles. En sus inicios se celebraban el 4 de octubre, día de la onomástica del patrón. Por el clima desapacible de esta fecha y por la coincidencia con la feria principal de la capital municipal (Hellín), a mediados de la década de los 90 se decide cambiar su celebración al último fin de semana del mes de agosto.
Son famosas sus comidas populares, en las que participan la mayoría de los vecinos y su cabalgata de carrozas organizada por sus numerosas peñas.

## Imágenes

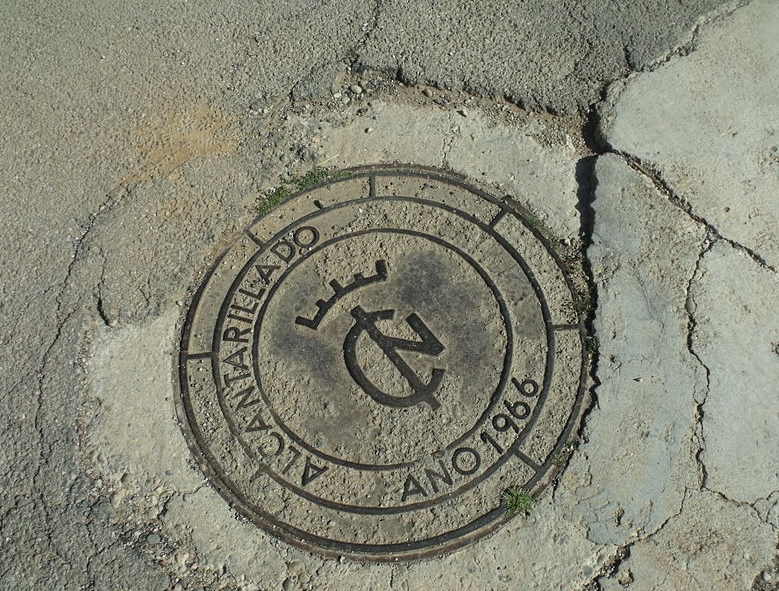
Emblema del IRYDA, en una tapa de alcantarillado del pueblo
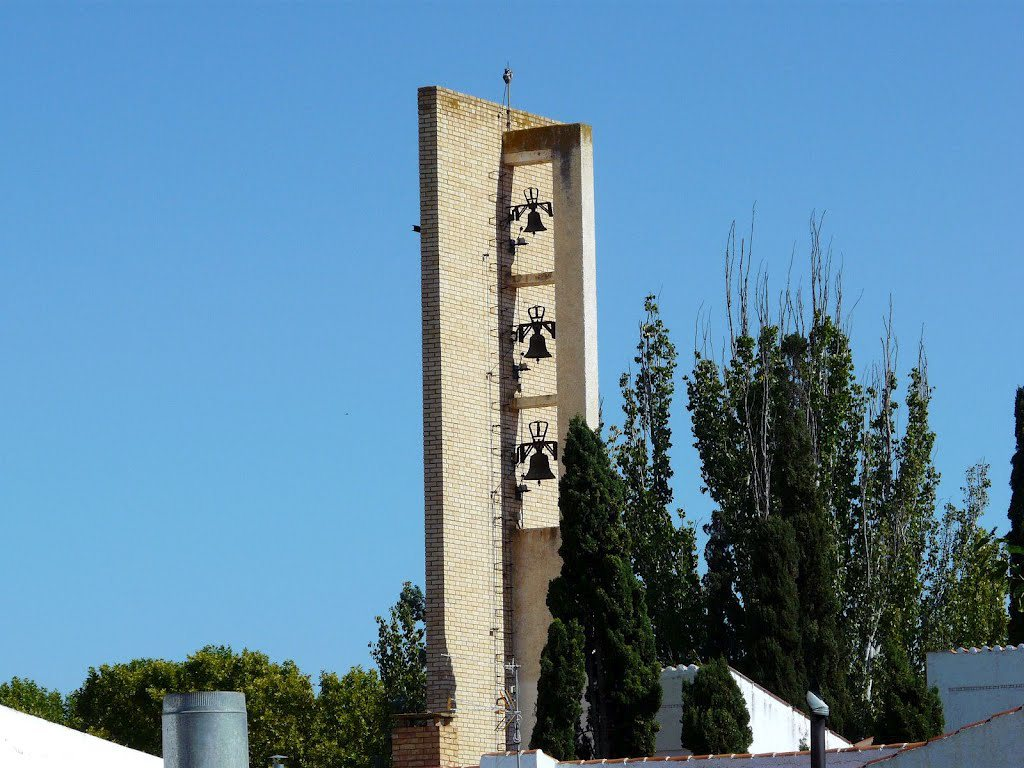
Torre de la iglesia
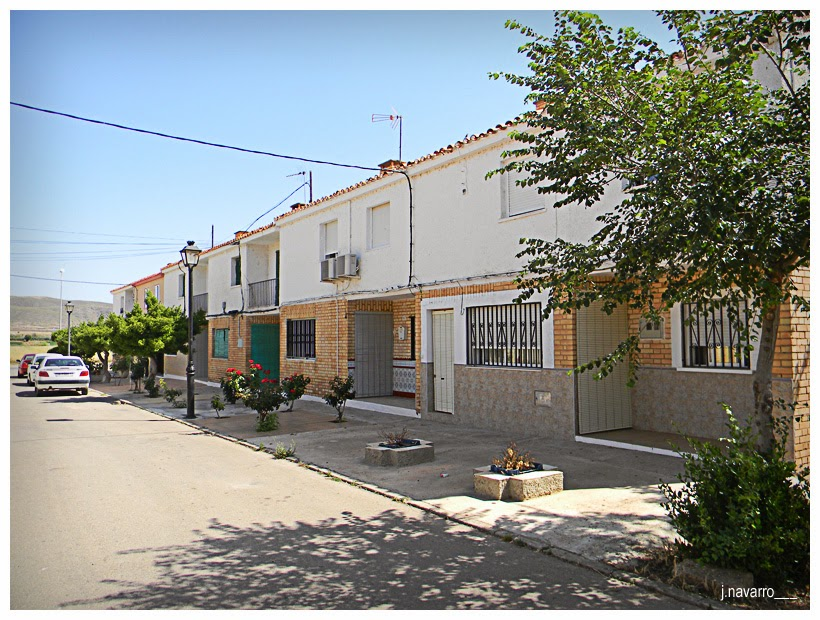
Casa Tipo
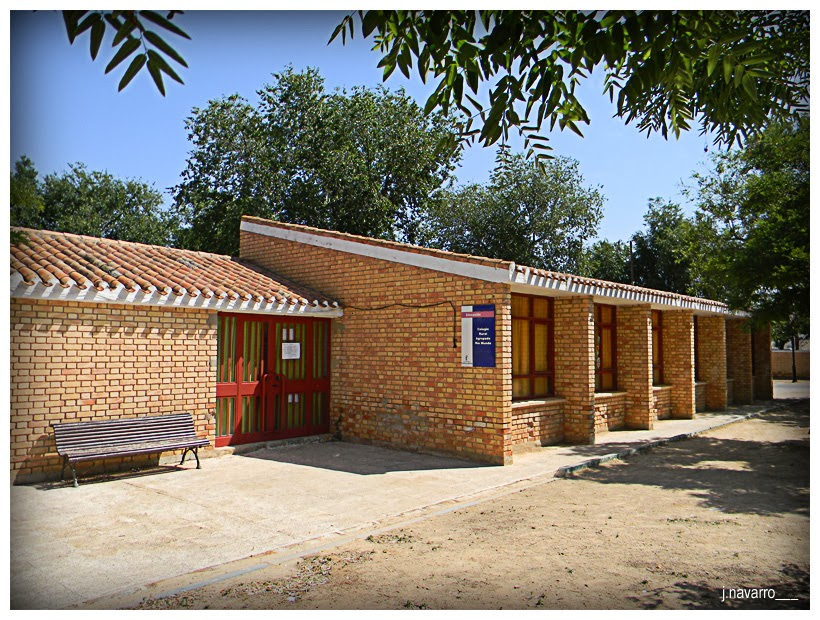
Colegios
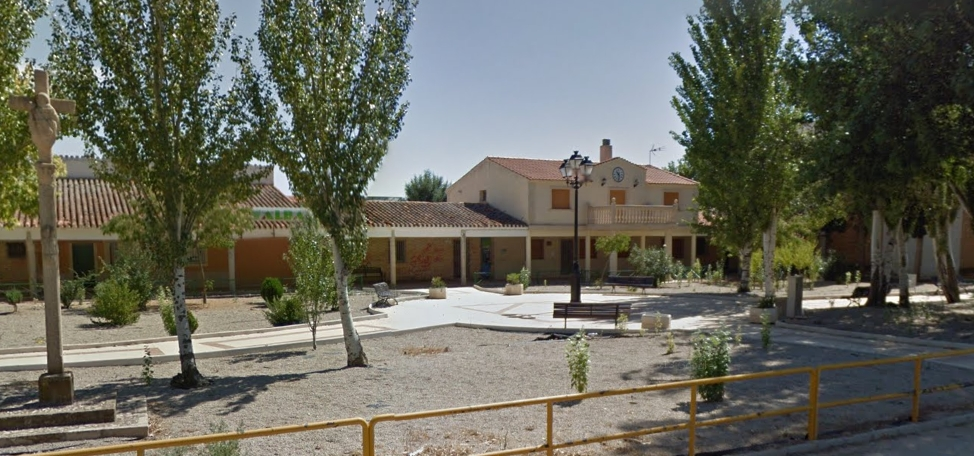
Plaza Mayor.
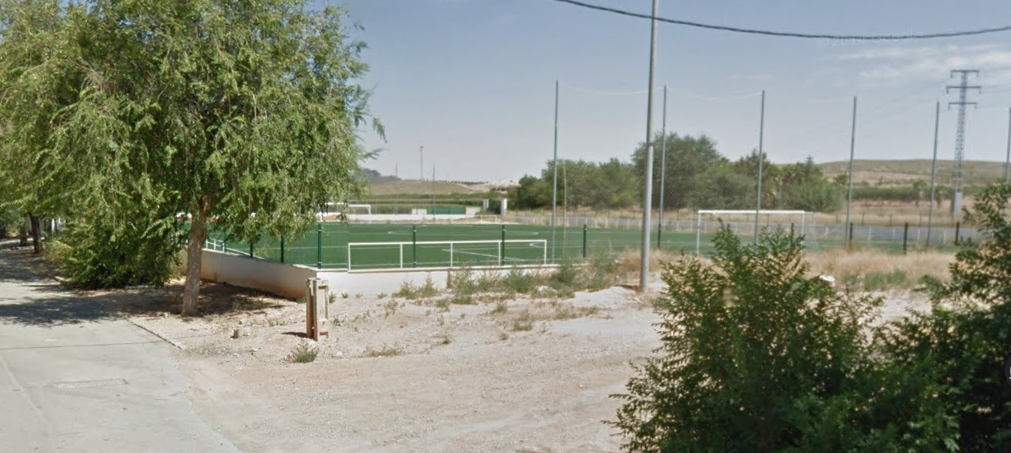
Campo de fútbol
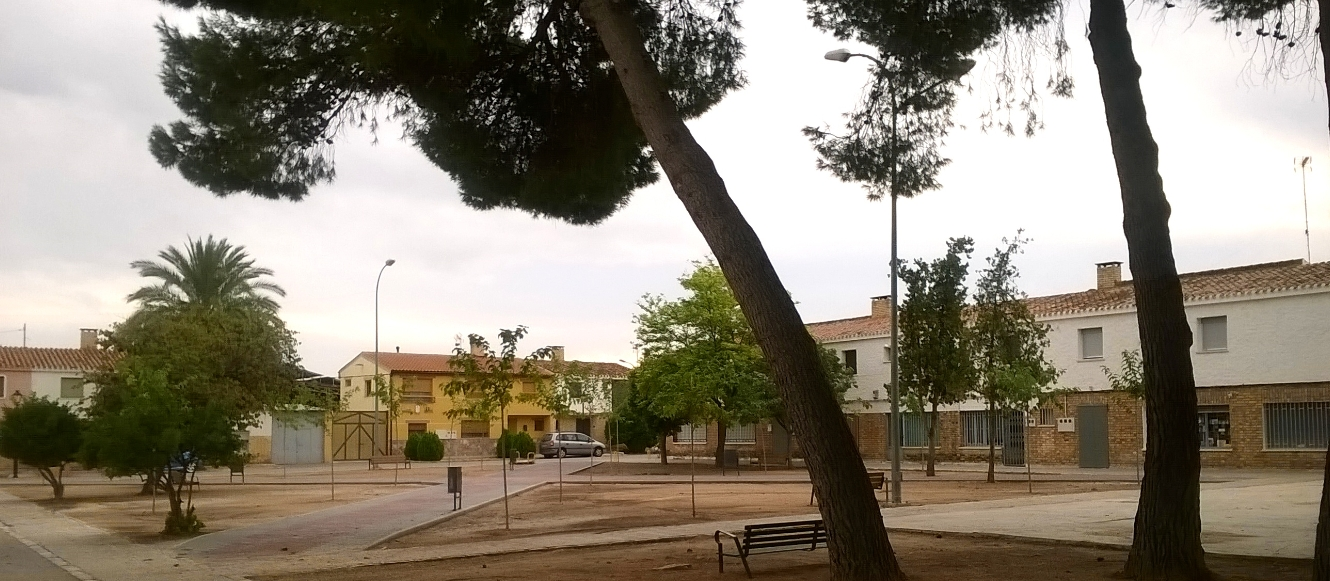
Plaza del Cine. (Remodelada en 2015)
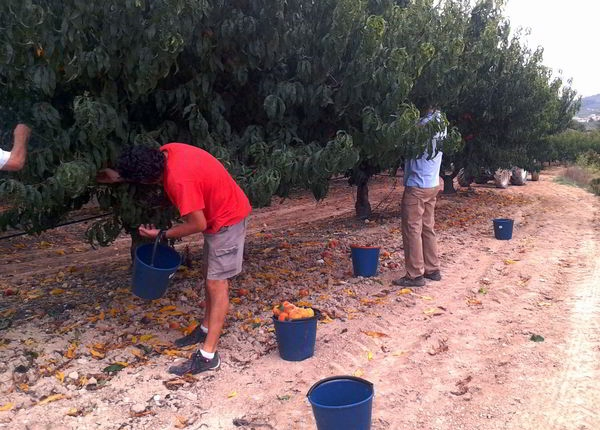
Recolección del melocotón